# Veronika Hryško
Veronika Ihorivna Hryško (in ucraino Вероніка Ігорівна Гришко?; Donec'k, 31 agosto 2000) è una nuotatrice artistica ucraina.

## Palmarès
- Mondiali

Gwangju 2019: oro nell'highlight, bronzo nel libero combinato.
Fukuoka 2023: bronzo nella gara a squadre (programma libero).
Doha 2024: argento nella gara a squadre acrobatico.
- Europei

Glasgow 2018: oro nel libero combinato, argento nella gara a squadre (programma tecnico e libero).
- Giochi europei

Baku 2015: bronzo nella gara a squadre e nel libero combinato.
Cracovia 2023: argento nel programma libero combinato
- Europei giovanili

Rijeka 2016: argento nella gara a squadre e nel libero combinato.
Belgrado 2017: argento nella gara a squadre (programma libero) e nel libero combinato.

### Coppa del Mondo
- 4 podi:
  - 3 vittorie (3 nella prova a squadre)
  - 1 secondo posto (1 nella gara a squadre)

#### Coppa del mondo - vittorie
| Data          | Luogo       | Paese   | Disciplina      |
| ------------- | ----------- | ------- | --------------- |
| 18 marzo 2023 | Markham     | Canada  | Team acrobatico |
| 8 maggio 2023 | Montpellier | Francia | Team acrobatico |
| 4 giugno 2023 | Oviedo      | Spagna  | Team acrobatico |